# Santa Rita (Antón)
Santa Rita è un comune (corregimiento) della Repubblica di Panama situato nel distretto di Antón, provincia di Coclé. Si estende su una superficie di 43,5 km² e conta una popolazione di 2.562 abitanti (censimento 2010).